# Ecaterina Raicoviceanu
Ecaterina I. Raicoviceanu (n. 1873, Pitești - d. ?) este prima femeie ziarist profesionist din România și o militantă pentru drepturile femeilor.  A colaborat, de multe ori sub pseudonimul Fulmen, cu marile ziare ale timpului, precum Adevărul, Dimineața, Facla, Rampa ș.a. A scris ”Jurnalul unei surori de caritate” în timpul Primului Război Mondial (1916-1918), în care înregistrează în detaliu întâmplările de pe front din postura de infirmieră.

## Tinerețea
Ecaterina Raicoviceanu s-a născut în Pitești, în familia Alexandru și Elena Tâmpeanu, fiind ulterior adoptată de Ioan și Ana Raicoviceanu. A absolvit Facultatea de Litere și Filosofie din cadrul Universității București. Și-a început cariera în jurnalism ca ziarist profesionist în 1905, când a adoptat pseudonimul ”Fulmen” (din latină, înseamnă sprijin, ajutor, ocrotire).

## Cariera
S-a remarcat prin activismul său în feminism, susținând în scrierile sale necesitatea emancipării femeii și acordarea de drepturi egale femeilor pe toate planurile. Milita, în același timp, și pentru Marea Unire a provinciilor românești, deziderat carea avea să se împlinească în 1918.
În timpul Primului Război Mondial, Ecaterina se înrolează  ca voluntar în Crucea Roșie, pentru a îngriji răniții și bolnavii din spitalele din București. În acea perioadă scrie ”Jurnalul unei surori de caritate”, în care povestește trăirile sale și ale colegelor din spitale, fiind o lucrare importantă despre devotamentul și puterea femeilor române pe timpul primei conflagrații mondiale. Jurnalul include și relatări despre vizita Reginei Maria și Principesa Elisabeta, venite să ajute răniții. A fost recunoscută și felicitată pentru curajul și munca depuse.
În unele din scrierile și traducerile Ecaterinei se putea simți o influență a ideologiilor americane de la acea vreme, ce erau considerate imperialiste, așadar începând cu anul 1945 Ecaterina și-a pierdut dreptul de a mai publica.

### Publicații cu care a colaborat
- Adevărul
- Dimineața
- Clipa
- La Depeche
- Facla
- Rampa
- Rampa nouă ilustrată
- Realitatea Ilustrată
- Revista noastră
- Revista Sfetnicul mamelor
- Revista scriitoarelor și scriitorilor
- Țara

### Opere proprii
- Scrisori de femei (copertă ilustrată de Ary Murnu), București, 1906
- În treacăt, schițe, 1909
- Suprema mângâiere, 1916
- Jurnalul unei surori de caritate, 1916-1918, București
- În Germania de azi
- Praga și munții Tatrei

### Traduceri
- Ibanez, Un soț celebru
- Mason, Marele amor al lui Napoleon
- Marcel Prevost, Între femei (editura Viața, București, 1913)
- Rhais, Rivalele arabe
- Copilul minune, 1935